# Vernon Lidtke
Vernon LeRoy Lidtke (* 1930 in South Dakota) ist ein US-amerikanischer Historiker.

## Leben
Er studierte ab 1948 an der University of Oregon und promovierte 1962 an der University of California, Berkeley. Ab 1968 lehrte er an der Johns Hopkins University.

## Schriften (Auswahl)
- The Outlawed Party. Social Democracy in Germany, 1878–1890. Princeton 1966, OCLC 1088474278.
- The Alternative Culture. Socialist Labor in Imperial Germany. New York 1985, ISBN 0-19-503507-0.